# Campeonato Amapaense de Futebol de 2025 - Série B
O Campeonato Amapaense de Futebol de 2025 - Série B é a 26ª edição da Segundona Amapaense, e contará com 11 equipes, com início previsto para o dia 27 de maio. 

## Formato e participantes
As onze equipes participantes foram divididas em dois grupos e cada equipe enfrenta as equipes do outro grupo em turno único, com os dois primeiros avançando às semifinais. As equipes que avançam à final garantem o acesso à Série A de 2026.
| Equipe        | Cidade         | Títulos         |
| ------------- | -------------- | --------------- |
| ADEC          | Calçoene       | —               |
| Bare          | Ferreira Gomes | —               |
| Canário       | Macapá         | —               |
| Cruzeiro      | Macapá         | —               |
| Lagoa         | Macapá         | 1 (1984)        |
| Latitude Zero | Macapá         | —               |
| Macapá        | Macapá         | 2 (1989 e 1990) |
| Mazagão       | Mazagão        | —               |
| Renovação     | Macapá         | —               |
| São José      | Macapá         | —               |
| São Paulo     | Macapá         | —               |

## Primeira fase

### Grupo A
| Pos | Equipe        | Pts | J | V | E | D | GP | GC | SG  | Classificado |
| --- | ------------- | --- | - | - | - | - | -- | -- | --- | ------------ |
| 1   | Macapá        | 13  | 6 | 4 | 1 | 1 | 8  | 3  | +5  | Próxima fase |
| 2   | Renovação     | 12  | 6 | 4 | 0 | 2 | 11 | 10 | +1  | Próxima fase |
| 3   | Lagoa         | 6   | 6 | 2 | 0 | 4 | 10 | 10 | 0   |              |
| 4   | Latitude Zero | 6   | 6 | 2 | 0 | 4 | 6  | 17 | −11 |              |
| 5   | Bare          | 0   | 6 | 0 | 0 | 6 | 5  | 28 | −23 |              |

### Grupo B
| Pos | Equipe       | Pts | J | V | E | D | GP | GC | SG  | Classificado |
| --- | ------------ | --- | - | - | - | - | -- | -- | --- | ------------ |
| 1   | São José-AP  | 15  | 5 | 5 | 0 | 0 | 20 | 2  | +18 | Próxima fase |
| 2   | Mazagão      | 12  | 5 | 4 | 0 | 1 | 20 | 5  | +15 | Próxima fase |
| 3   | São Paulo-AP | 10  | 5 | 3 | 1 | 1 | 7  | 5  | +2  |              |
| 4   | Canário      | 6   | 5 | 2 | 0 | 3 | 8  | 7  | +1  |              |
| 5   | Cruzeiro-AP  | 6   | 5 | 2 | 0 | 3 | 7  | 8  | −1  |              |
| 6   | ADEC         | 3   | 5 | 1 | 0 | 4 | 6  | 13 | −7  |              |

## Fase final
Estão em itálico, as equipes que disputarão a final caso a partida das semi-finais terminar em empate por ter melhor campanha, e em negrito as equipes vencedoras das partidas. Na final, não há vantagem de empate para nenhuma equipe.
|  | Semifinais  | Semifinais  | Semifinais  |             |        | Final  | Final | Final |  |
|  |             |             |             |             |        |        |       |       |  |
|  | Macapá      | Macapá      | 2           |             |        |        |       |       |  |
|  | Macapá      | Macapá      | 2           |             |        |        |       |       |  |
|  | Renovação   | Renovação   | 2           |             |        |        |       |       |  |
|  | Renovação   | Renovação   | 2           |             | Macapá | Macapá | 1     |       |  |
|  |             |             |             |             | Macapá | Macapá | 1     |       |  |
|  |             |             | São José-AP | São José-AP | 0      |        |       |       |  |
|  | São José-AP | São José-AP | São José-AP | São José-AP | 0      | 1      |       |       |  |
|  | São José-AP | São José-AP |             |             |        |        |       |       |  |
|  | Mazagão     | Mazagão     | 1           |             |        |        |       |       |  |

## Técnicos
| Equipe        | Técnico                                                                 |
| ------------- | ----------------------------------------------------------------------- |
| ADEC          | Ibraim Santana (1ª–4ª) Rai Neris (5ª, primeira fase)                    |
| Bare          | Alex Trindade (1ª–6ª, primeira fase)                                    |
| Canário       | Rainilson Lemos (1ª) Romário Souza (2ª–4ª, primeira fase)               |
| Cruzeiro-AP   | Armando Carvalho (1ª–6ª, primeira fase)                                 |
| Lagoa         | Rogério Barreto (1ª–5ª, primeira fase)                                  |
| Latitude Zero | Fabinho Pedalada (1ª, 3ª, 5–6ª) Marcos Ferreira (2ª, 4ª, primeira fase) |
| Macapá        | Vitor Jaime (1ª–final)                                                  |
| Mazagão       | Benedito Silva (1ª–semifinal)                                           |
| Renovação     | Benedito Lima (1ª–6ª, primeira fase)                                    |
| São José-AP   | Minga (1ª–final)                                                        |
| São Paulo-AP  | Diogo Souza (1ª–6ª, primeira fase)                                      |